# Franz Betz
Franz Betz, född 19 mars 1835 och död 11 augusti 1900, var en tysk operasångare.
Betz verkade vid operan i Berlin 1859-1897 som en av de mest framstående uppbärarna av de Wagnerska barytonpartierna.